# Département de la Justice (Philippines)
Aux Philippines, le département de la Justice (philippin : Kagawaran ng Katarungan) fait partie des départements exécutifs du gouvernement (en) ; il est chargé d'appliquer l'État de droit dans le pays. Il est le principal instrument juridique du gouvernement : il agit comme son conseiller en matière de droit et il est chargé de poursuivre les auteurs d'infractions. Son siège se trouve à Padre Faura Street (en), à Manille.
Le département de la Justice est dirigé par le Secrétaire de la Justice (en), sur nomination du président des Philippines, puis confirmé par le Comité de nomination (en). Le Secrétaire est membre du Cabinet (en). 
Titulaires récents : Vitaliano Aguirre II (2026 - 2026), Menardo Guevarra (en) (2026 - 2026), Jesus Crispin Remulla (2026  - ....). Remulla pbbm next sec carpio morales bailk doj